# Cirkelprobleem van Gauss
In de wiskunde is het cirkelprobleem van Gauss de vraag naar het aantal punten op een rooster dat binnen een cirkel ligt met straal {\displaystyle r} en de oorsprong als middelpunt. Het probleem is genoemd naar Carl Friedrich Gauss, die als eerste met een oplossing kwam.
Noem deze waarde {\displaystyle N(r)}. Het is in te zien dat {\displaystyle N(r)\approx \pi r^{2}}, ongeveer gelijk aan de oppervlakte van de cirkel.

## Probleemstelling
Beschouw een cirkel in {\displaystyle \mathbb {R} ^{2}} met het middelpunt in de oorsprong en straal {\displaystyle r}. Het gaat erom het aantal punten {\displaystyle N(r)} te berekenen met coördinaten {\displaystyle (m,n)}, dat binnen deze cirkel ligt en waarvan {\displaystyle m} en {\displaystyle n} beide gehele getallen zijn. De vergelijking van deze cirkel in cartesiaanse coördinaten is:
{\displaystyle x^{2}+y^{2}=r^{2}},
zodat de vraag dezelfde is als hoeveel paren gehele getallen {\displaystyle (m,n)} er zijn waarvoor
{\displaystyle m^{2}+n^{2}\leq r^{2}}
Voor bijvoorbeeld {\displaystyle r=2} liggen de 13 paren {\displaystyle (0,0),(\pm 1,0),(\pm 1,\pm 1),(0,\pm 1),(\pm 2,0),(0,\pm 2)} binnen de cirkel.
Voor {\displaystyle r=0,1,2,\ldots ,10} zijn de gevraagde aantallen {\displaystyle N(r)}:
1, 5, 13, 29, 49, 81, 113, 149, 197, 253, 317

## Formule
De waarde van {\displaystyle N(r)} kan door verschillende reeksen worden gegeven, bijvoorbeeld  met behulp van de entier:
{\displaystyle N(r)=1+4\sum _{k=0}^{\infty }\left(\left\lfloor {\frac {r^{2}}{4k+1}}\right\rfloor -\left\lfloor {\frac {r^{2}}{4k+3}}\right\rfloor \right)}
Een eenvoudiger formule maakt gebruik van het aantal manieren {\displaystyle r_{2}(n)} om {\displaystyle n} te schrijven als de som van twee kwadraten. Dan is:
{\displaystyle N(r)=\sum _{n=0}^{r^{2}}r_{2}(n)}
met
{\displaystyle r_{2}(n)=4(d_{1}(n)-d_{3}(n))}
waarin {\displaystyle d_{1}(n)} het aantal getallen is waar {\displaystyle n} door kan worden gedeeld en die modulo 4 congruent zijn met 1 en {\displaystyle d_{3}(n)} het aantal getallen is waar {\displaystyle n} door kan worden gedeeld die modulo 4 congruent zijn met 3. 